# Nižneserginskij rajon
Il Nižneserginskij rajon (in russo Нижнесергинский район?) è un distretto nell'oblast' di Sverdlovsk, in Russia. Il centro amministrativo è la città di Nižnie Sergi.
Dal punto di vista della struttura amministrativo-territoriale della regione, il distretto urbano corrisponde a due entità municipali: il distretto municipale Nižneserginskij (Нижнесергинский муниципальный район) e il circondario urbano di Bisert' (Бисертский городской округ).